# Ferrier
Ferrier (en criollo haitiano Ferye) es una comuna de Haití que está situada en el distrito de Fuerte Libertad, del departamento de Noreste.

## Secciones
Está formado por la sección de:
- Bas Maribahoux (que abarca la villa de Ferrier)

## Demografía
| Gráfica de evolución demográfica de Ferrier entre 2009 y 2015 |
|                                                               |

Los datos demográficos contemplados en este gráfico de la comuna de Ferrier son estimaciones que se han cogido de 2009 a 2015 de la página del Instituto Haitiano de Estadística e Informática (IHSI). 